# اوش (کمون)
اوش (فرانسوی: Ouches‎) یک کمون در دپارتمان‌ لوآر در مرکز فرانسه است.